# 조반선
조반선(일본어: 常磐線, じょうばんせん)은 동일본 여객철도의 철도 노선 가운데 하나이다. 일본 도쿄도 아라카와구에 있는 닛포리역과 미야기현 이와누마시에 있는 이와누마역을 잇는다. 이와누마 역을 분기점으로 하여 도호쿠 본선과 직결하여 센다이로 가는 경우도 있다.
2011년 3월 11일에 일어난 동일본 대지진과 그 여파로 일어난 후쿠시마 제1원자력 발전소 사고 이후 2017년 4월, 다쓰타역 ~ 오다카 구간의 운행이 중단됐다가 재개되었으며, 나미에역까지 운행했었다.
2020년 3월, 나미에역부터 도미오카역까지 운행이 재개됨에 따라 조반 선은 전선복구가 되었다.

## 개요
도쿄와 센다이의 간을 미토, 타이라 (이와키시), 나카무라 (소마시) 등 태평양 연안을 통해 맺어 관동 지방 북부와 도호쿠 지방 남부의 태평양 연안을 통한 노선이다.
전 노선에 걸쳐 수도권과 연선 각 도시를 잇는 특급 열차와 일본화물철도의 화물열차가 운행되고 있다. 또 아야세 ~ 도리데 역 구간은 급행선과 완행선이 나뉜 노선별 복복선 구간으로, 완급 분리 운전이 이루어지고 있다. 전 노선이 전철화되어 있지만 이바라키 현 이시오카시 기상청 지자기 관측소에 끼칠 영향을 고려하여 시나가와 ~ 도리데 구간만 직류이며, 도리데 이북 구간은 모두 교류 구간이다. 도리데 ~ 후지시로 사이에는 사구간이 존재한다.
시나가와 ~ 이와키 간은 일본의 여객 영업 규칙에 따른 '도쿄 근교 구간'으로 지정되어 있다. 또한 시나가와 ~ 도리데 구간은 '전차 특정 구간'으로 지정되어 있어 운임 체계의 혜택을 받고 있다. 도쿄 근교 구간 내에서는 스이카 및 제휴 교통카드의 수도권 에어리어용을 사용할 수 있으며, 센다이권의 하라노마치 ~ 이와누마 구간에서는 스이카 센다이 에어리어용을 사용할 수 있지만, 한쪽 에어리어용으로 다른 에어리어 구간에서 사용할 수는 없다.
조반선이라는 명칭은 현재의 조반 선 연선 지역에 해당하던 율령국인 히타치국(일본어: 常陸国 히타치노쿠니[*])의 常과 이와키 국(일본어: 磐城国 이와키노쿠니[*])의 磐에서 음독을 따서 제정한 것이다.

## 운행 형태

### 노선의 특징
1898년에 전 구간이 개통했다. 증기 기관차가 달리고 있던 20세기 중반까지, 미토역, 타이라 역 (현재 이와키역), 하라노마치역의 3 개소에 기관차 창고가 설치되어 있었다. 또한 기관차 창고는 먼저 구 성시 인 미토 역, 타이라 역, 나카무라 역 (현재 소마역)의 3 개소에 설치할 예정이었다. 그러나 유치 경쟁에서 나카무라가 패배하고 하라노마치에 기관차 창고가 설치되었다. 또한 토모베에 오야마 방면으로의 분기점이 설치되어 있지만, 이것은 도쿄과 미토를 연결하는 노선이 당초 쓰치우라가 아닌 오야마을 통해하고 있으며, 토모베에서 오야마 방면과 쓰치우라 방면의 분기점이 설치된 때문이다.
따라서 조반 선 연선에서는 구 사타케 가문 영토에서 "미토 vs 토모베"나 구 소마 가문 영토에서 "나카무라 vs 하라노마치"처럼　"영주 성시 vs 철도 성시"이라는 지역 관계가 형성됩니다 있다.
눈이 많이 내리지 않는 태평양 연안 지역을 운행한다. 도호쿠 신칸센이 1982년에 뚫리기 전에는 우에노역을 출발해 조반 선을 거쳐 센다이역까지를 잇는 특급 히타치 호가 정기적으로 운행했다. 도호쿠 신칸센이 뚫린 이후로는 복선 구간과 단선 구간의 경계인 이와키 역을 경계로 남쪽과 북쪽으로 운행 계통이 나뉘게 되었으며, 히타치 호 또한 특별한 경우가 아니면 대부분의 열차들이 이와키 역에 종착하게 되었다. 2007년부터는 우에노 역에서 시종착하는 대부분의 전동차가 미토 역, 가쓰타역, 다카하기역 등, 이와키 역 이남 구간에 종착하게 되면서 우에노 역과 이와키 역을 직통으로 잇는 통근 열차는 더 이상 운행하지 않게 되었다.
2011년 동일본 대지진과 그로 인한 후쿠시마 제1원자력 발전소 사고의 여파로, 후쿠시마현 하마도리 지역에서는 대부분의 구간에서 운전이 정지되었으나, 2020년부로 전선 복구되었다.

### 우에노 ~ 도리데 구간

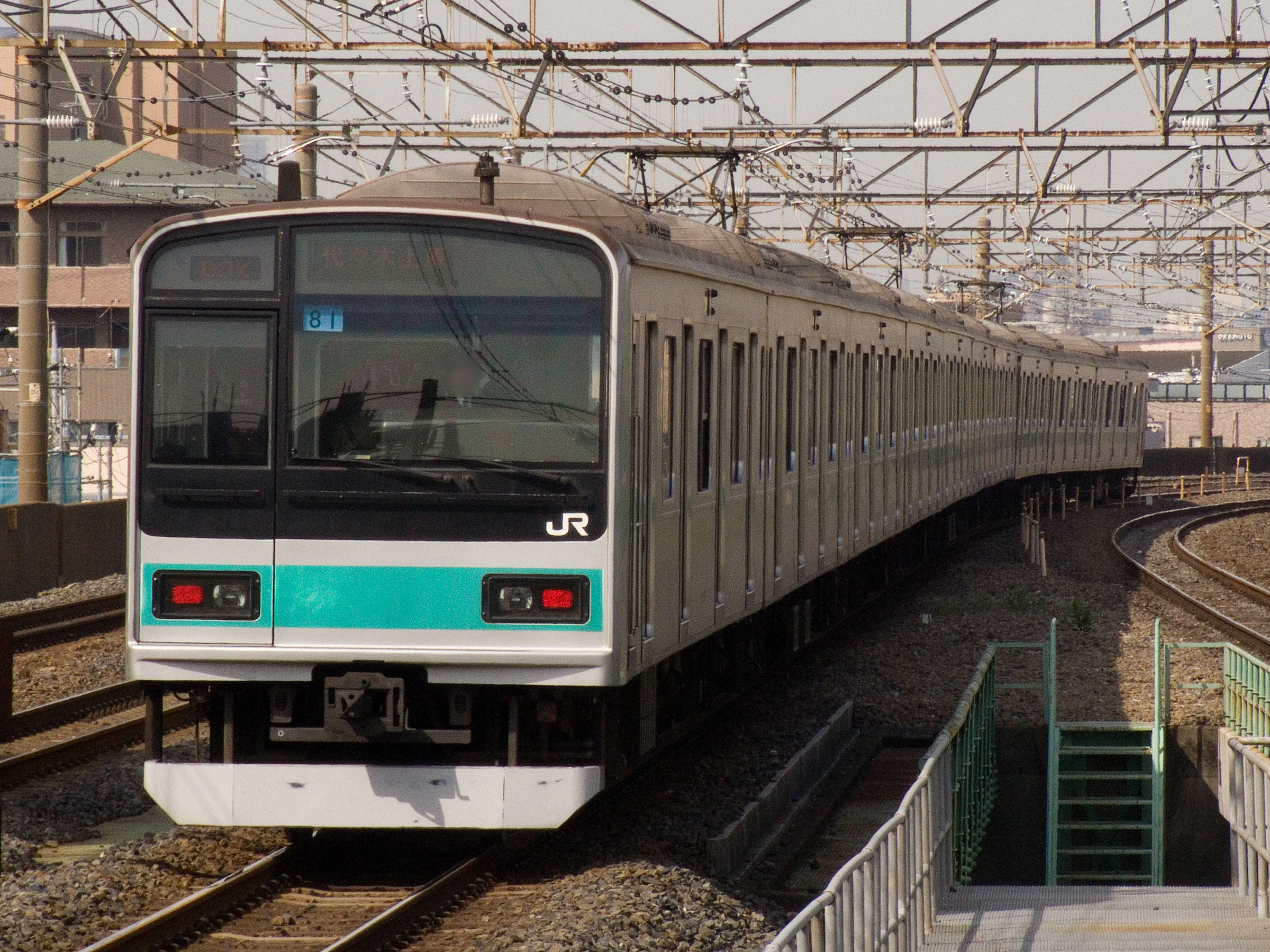
조반 완행선의 동일본 여객철도 209계 전동차 1000번대

우에노 ~ 도리데 구간은 《전차 특정 구간》에 포함되어 있으며, 운행 계통은 교직 겸용 전동차를 사용하며 도리데 이북까지 운행하는 중거리 전차와 직류 전용 전동차를 사용하며 우에노 ~ 도리데 간을 운행하는 쾌속 열차, 각역정차의 세 개로 나뉘어 있다. 복복선 구간에서는 특정 역에만 정차하는 중거리 열차·쾌속 열차가 쾌속선을, 모든 역에 정차하는 각역정차가 완행선을 이용한다. 각역정차는 아야세역 이서 구간의 도쿄 지하철 지요다 선과 직결 운행하고 있기 때문에 우에노 방면으로는 운행하지 않는다. 또한 완행선은 출퇴근 시간대를 제외하면 아비코 ~ 도리데 구간에서는 운행하지 않는다.
쾌속선의 열차 중 도리데 이북으로 운행하는 중거리 열차가 약 2/5 정도를 차지하고 있다.

### 우에노 ~ 가쓰타 구간

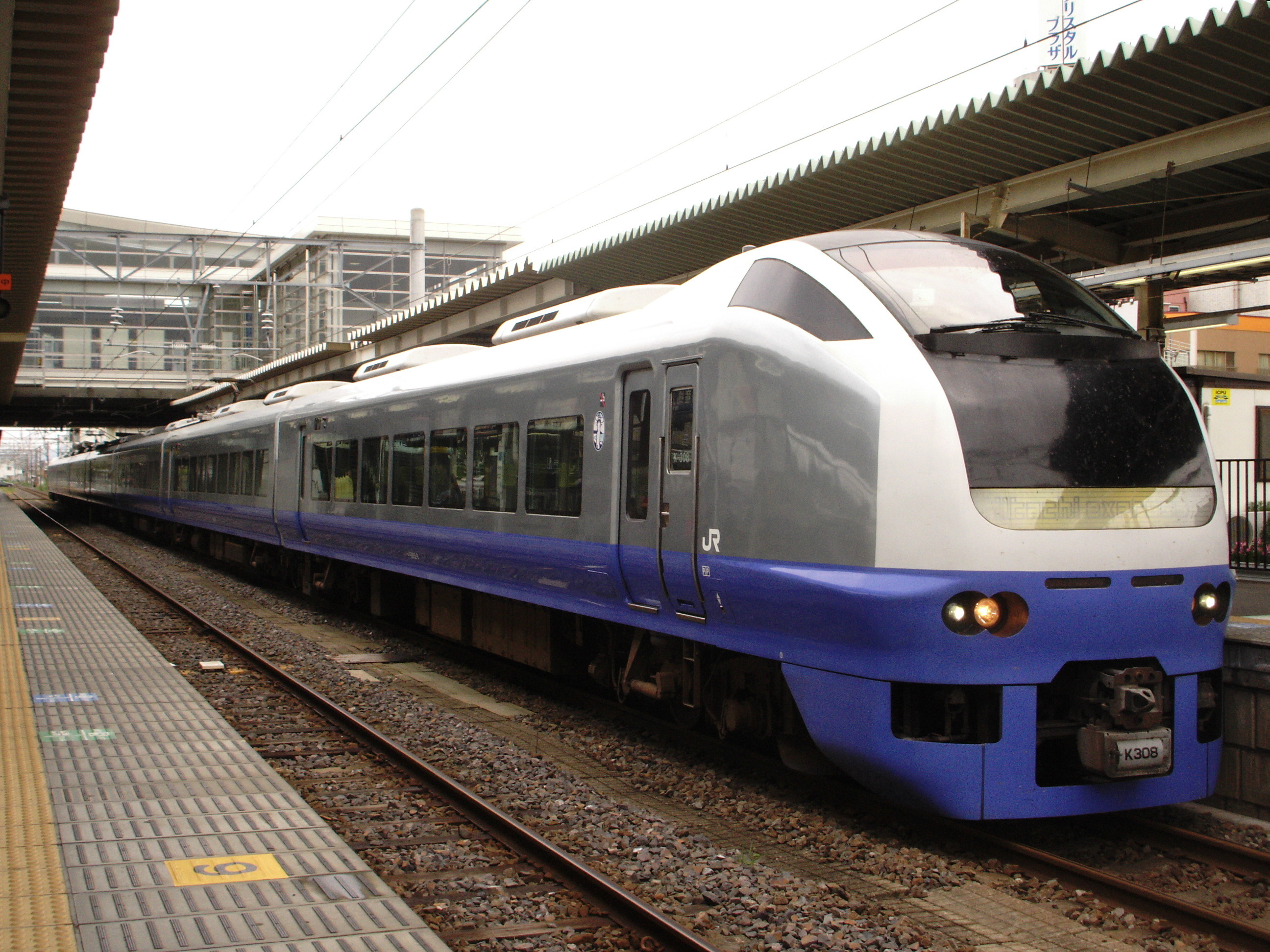
프레시 히타치 호로 운행되는 동일본 여객철도 E653계 전동차

쓰치우라 이남 구간은 도쿄 통근권에 들어가기 때문에 운행 편수가 비교적 많다. 낮 시간대 시간표에서는 보통 열차는 우에노 ~ 가쓰타 간(일부는 미토까지 운행하며, 일부는 쓰치우라에서 환승이 가능하다) 열차가 시간당 2편, 우에노 ~ 쓰치우라 간의 열차가 시간당 1편 설정되어 있으며, 시간당 1편 특별쾌속이 운전된다.
2005년 8월 24일 수도권 신도시 철도 쓰쿠바 익스프레스의 개업에 맞추어 7월 9일 이루어진 시간표 개정으로 우에노 ~ 쓰치우라 간에 특별쾌속 종별이 추가되었다. 특별쾌속은 낮 시간대에 하루 6왕복 운전되고 있다. 특별쾌속에는 동일본 여객철도 E531계 전동차만 투입되며, 최고 시속 130km으로 운전한다. 닛포리, 기타센주, 마쓰도, 가시와, 도리데이며 도리데 이북에서는 모든 역에 정차한다.

### 미토 ~ 이와키 구간

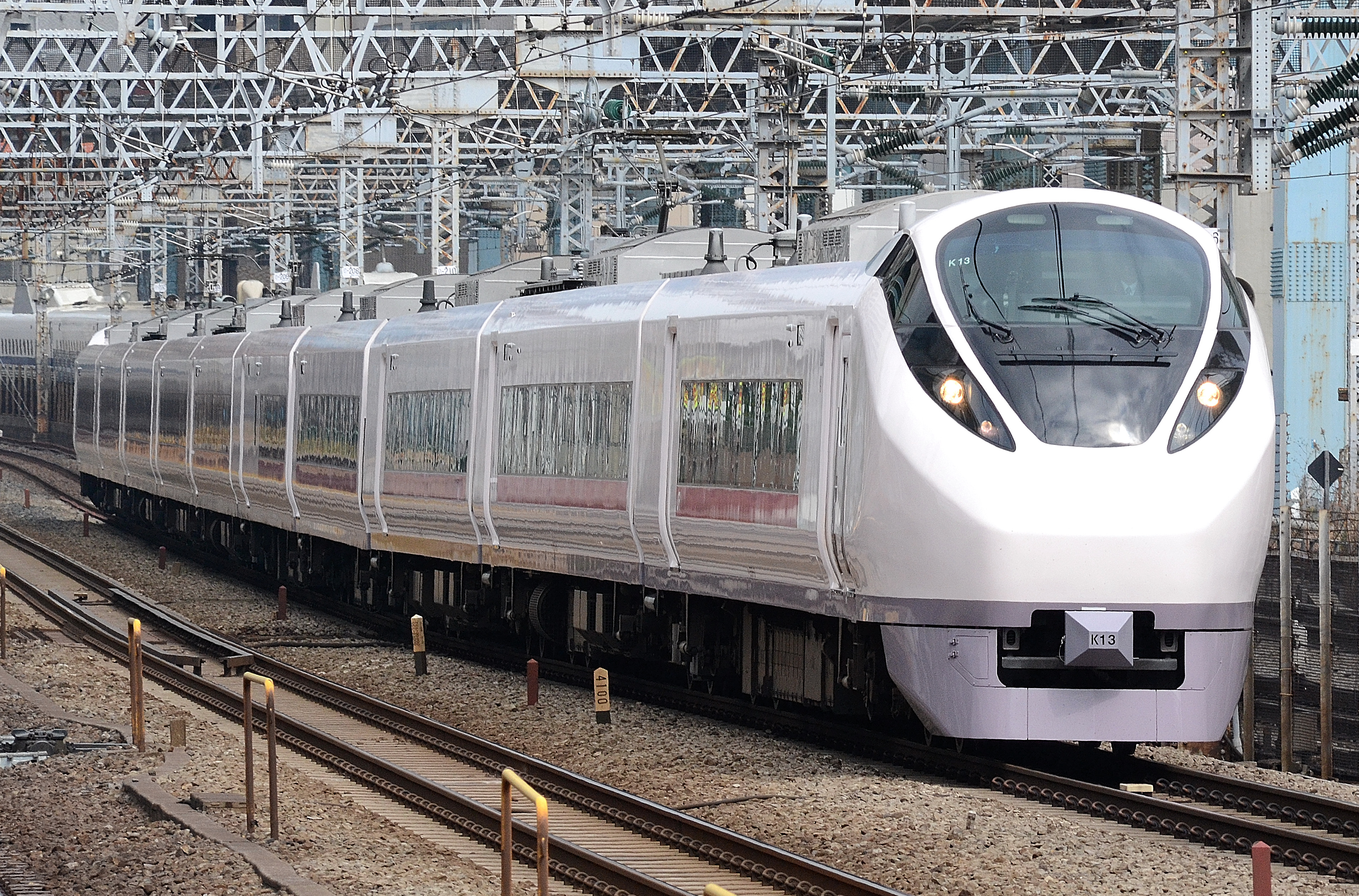
히타치 호로 운행되는 동일본 여객철도 E657계 전동차

미토 역 이북에서는 가쓰타 역에서 시종착하는 우에노 방면 열차를 제외하고 낮 시간대 시간당 2편의 보통 열차가 운행되고 있으며, 일부는 다카하기 역에서 시종착한다. 미토 이남 구간과는 달리 배차 간격이 최소 14분에서 최대 45분으로 불규칙하다. 특급은 시간당 왕복 1편 운행하는 슈퍼 히타치 호와 다카하기 역에서 시종착하는 프레시 히타치 호가 수시로 운행된다.
보통 열차는 2007년 3월 18일 이후 우에노 시발 열차의 직통이 대폭 감소된 이후 대부분 미토 역에서 회차 운행하게 되었다. 미토 역 이남 구간까지 운행하는 열차는 쓰치우라 역 발차 열차나 미토선 직통 열차와 아침 상행, 야간 하행 우에노 ~ 다카하기 간 열차, 아비코 역 시종착 열차로 한정되어 있다. 또, 이와키 역 이북 구간으로 직통하는 열차도 구사노 시종착 1편, 히사노하마 시종착 1편, 하라노마치 시종착 2.5편(하행 2편, 상행 3편)으로 한정되어 있다. 우에노·아비코 시발 열차에는 E531계 전동차가, 나머지 계통 열차에는 출입문이 3개인 일본국유철도 415계 전동차, 출입문이 4개인 동일본 여객철도 501계 전동차가 투입된다. 최근에는 415계 치환용으로 E531계 전동차도 운행한다.
야간(하행 미토 역 기준 오후 10시대 이후, 상행 이와키 역 기준 오후 7시대 이후) 시간대에는 운행 편수가 시간당 1편 정도로 감소하며, 구간 열차는 히타치 역 시종착 왕복 1편, 오쓰코 역 시종착 하행 1편이 운행된다. 또 이와키 역까지의 막차는 보통 열차보다 특급 열차가 더 늦게 설정되어 있다.

### 이와키 ~ 센다이 구간

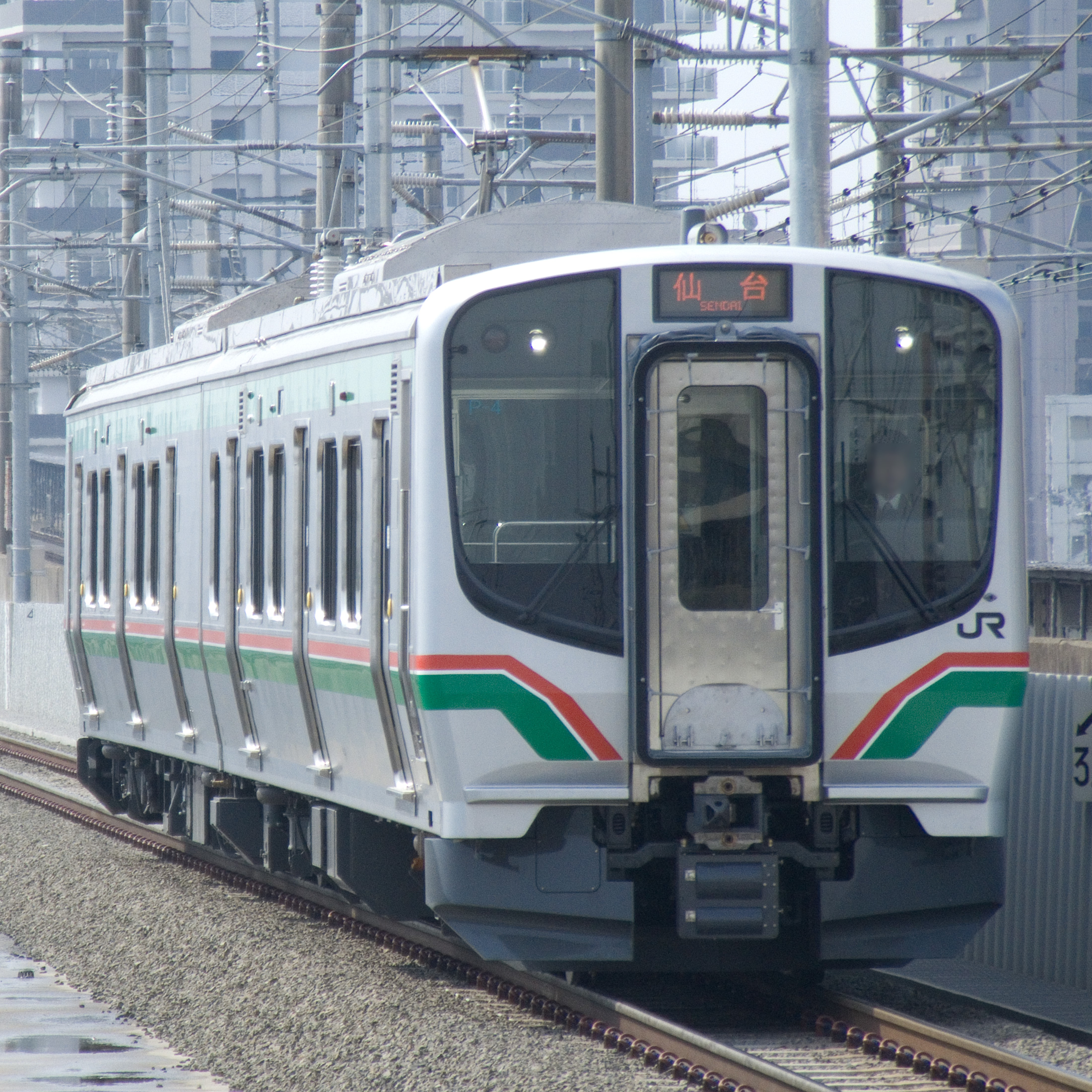
센다이 부근에서 운행되는 동일본 여객철도 E721계 전동차

하라노마치 역을 경계로 운행 계통이 이남 구간과 이북 구간으로 나뉘어 있다. 운행 편수는 시간당 1편 정도이지만, 센다이 방면은 야마시타역 또는 신치 역에서 회차 운행하는 열차들도 설정되어 있다. 이와키 ~ 하라노마치 간은 동일본 여객철도 701계 전동차를 사용하며, 1인 승무가 이루어지고 있다. 또한 415계 전동차 1500번대와 E531계 전동차도 운용되고 있다. 2007년 3월 이후 야마시타 ~ 센다이 구간에서는 E721계 전동차가 운용되고 있다.
조반 선의 노선 상 종착역은 이와누마 역이지만, 모든 열차가 도호쿠 본선을 거쳐 센다이역까지 운행하며, 일부는 도호쿠 본선 리후 지선을 이용하여 리후역까지 직통 운전하였다. 그러나 2011년 3월 11일 대지진으로 인한 후쿠시마 제1 원자력 발전소 사고로 인한 방사선 유출로 인하여 일부 구간이 영업을 중단하였다.

### 특급 열차
특급 열차로서 아래와 같은 열차들이 운행되고 있다.
- 히타치 호
  - 히타치 (시나가와·우에노 ~ 이와키·하라노마치·센다이)
  - 토키와 (시나가와·우에노 ~ 쓰치우라·가쓰타·다카하기)

## 차량
- 조반 완행선
  - E233계 2000번대(도리데 ~ 기타센주 및 도쿄메트로 지요다선, 오다큐 오다와라선으로 직결 운행)
  - 도쿄메트로 16000계 (도쿄메트로 지요다선에서 조반 완행선과 오다큐 오다와라선으로 직결 운행)
  - 오다큐 4000형(오다큐 오다와라선에서 도쿄메트로 지요다 선 및 조반 완행선으로 직결 운행)
- 우에노 도쿄라인 및 우에노 ~ 미토 구간
  - E231계(시나가와, 우에노 ~ 아비코 ~ 도리데 및 일부열차 나리타선 나리타까지 직결 운행)
  - E531계(시나가와, 우에노 ~ 쓰치우라, 미토, 가쓰타, 다카하기)
- 미토 ~ 센다이 구간
  - E501계(쓰치우라 ~ 이와키 구간)
  - E531계(미토 ~ 하라노마치 구간 및 일부 열차는 미토선으로 직결 운행)
  - E721계(하라노마치 ~ 센다이)
- 특별 급행 전용 전동차
  - E657계(시나가와 ~ 센다이 전구간 운행)

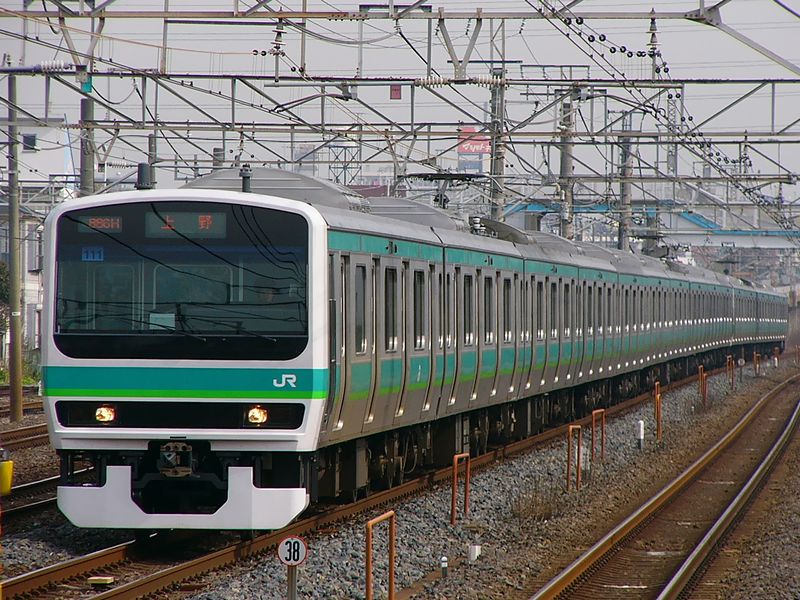
E231계
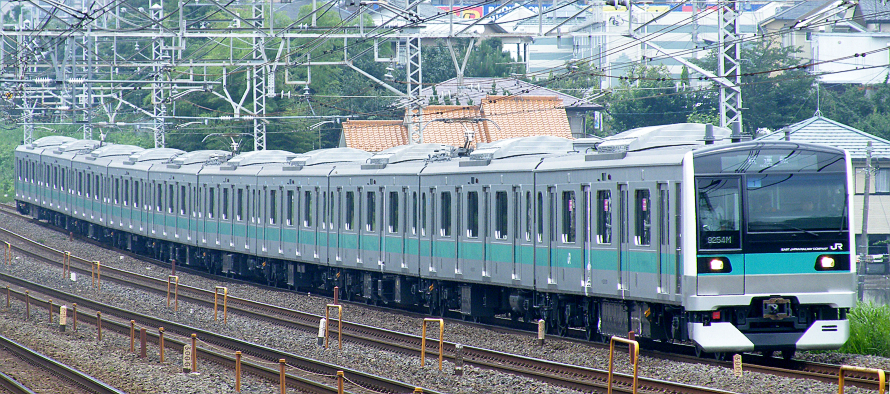
E233계 2000번대
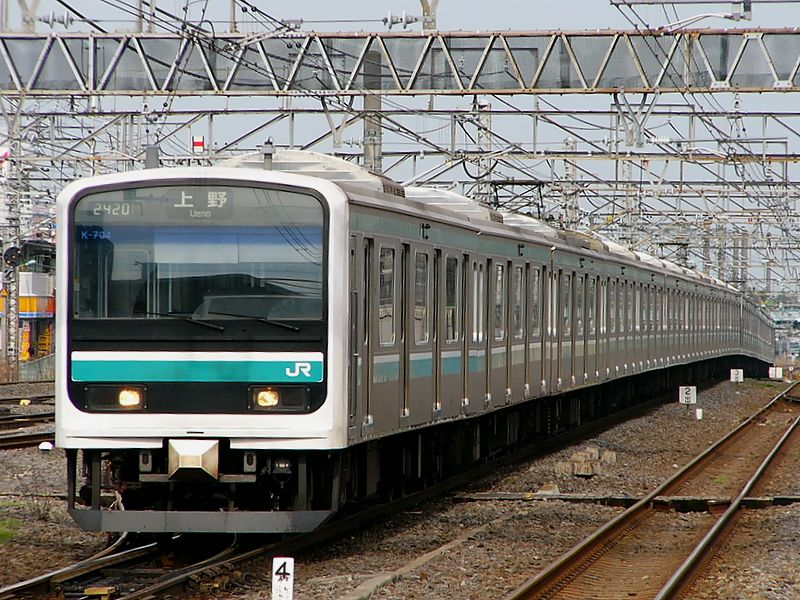
E501계
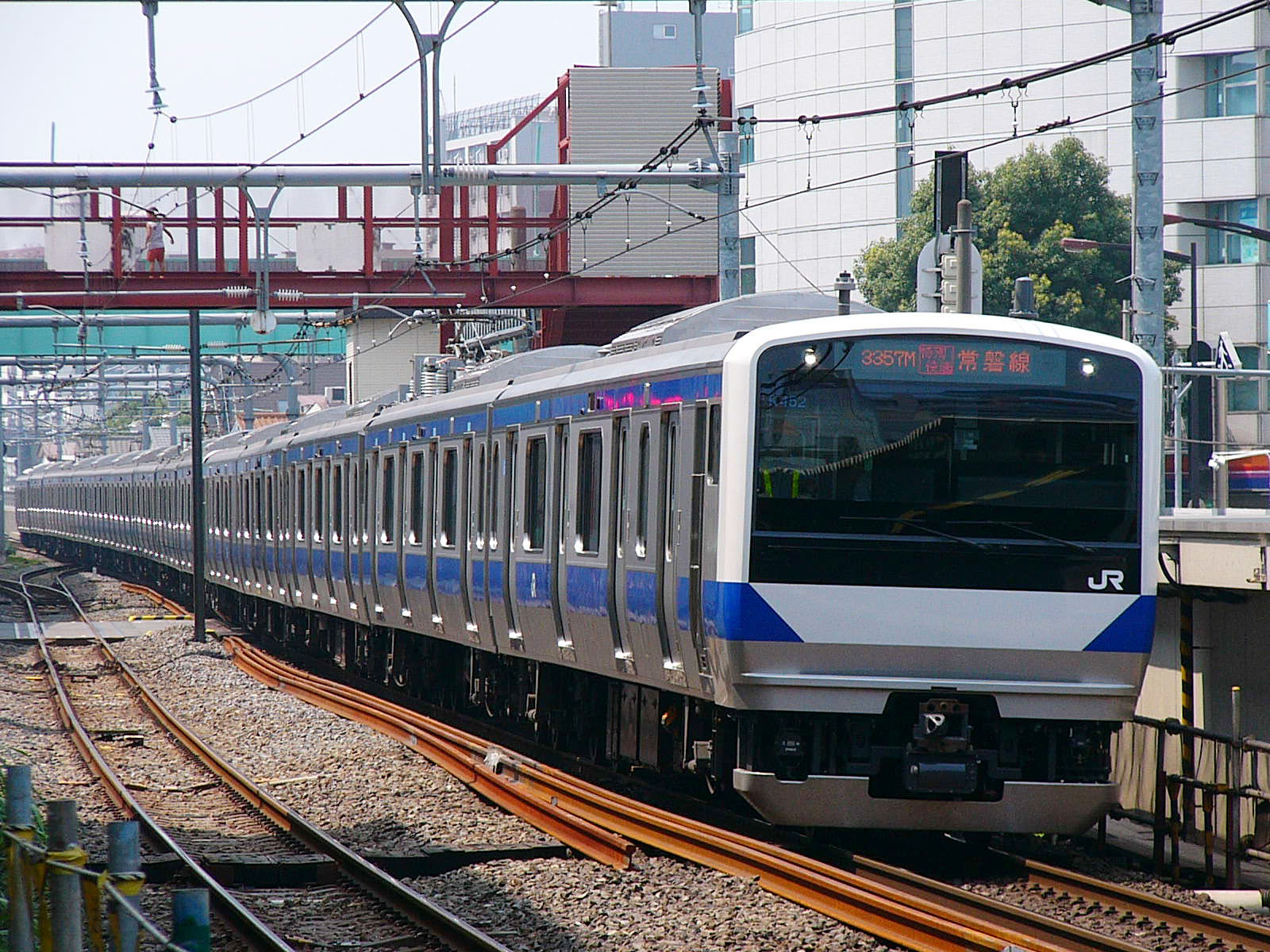
E531계
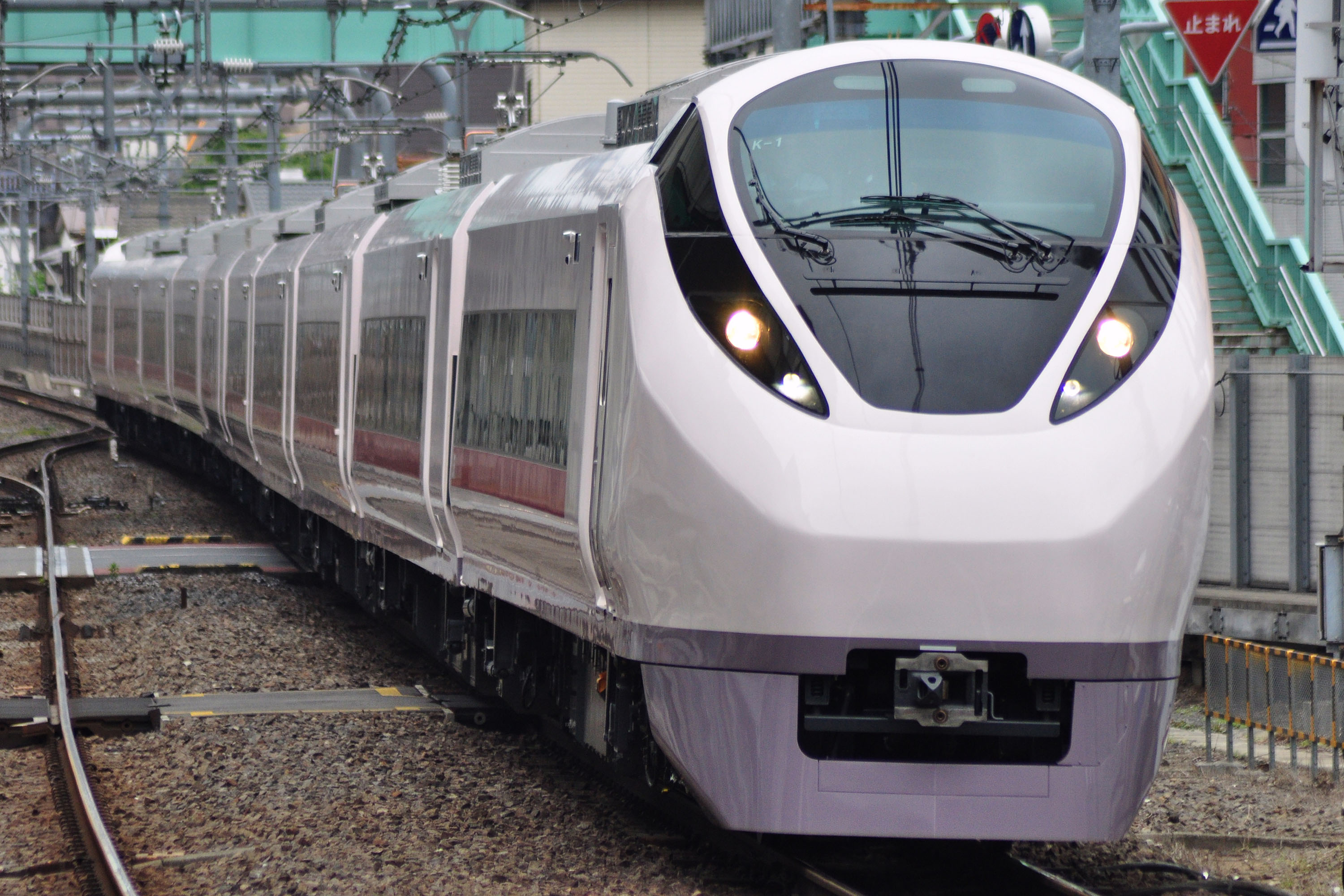
E657계
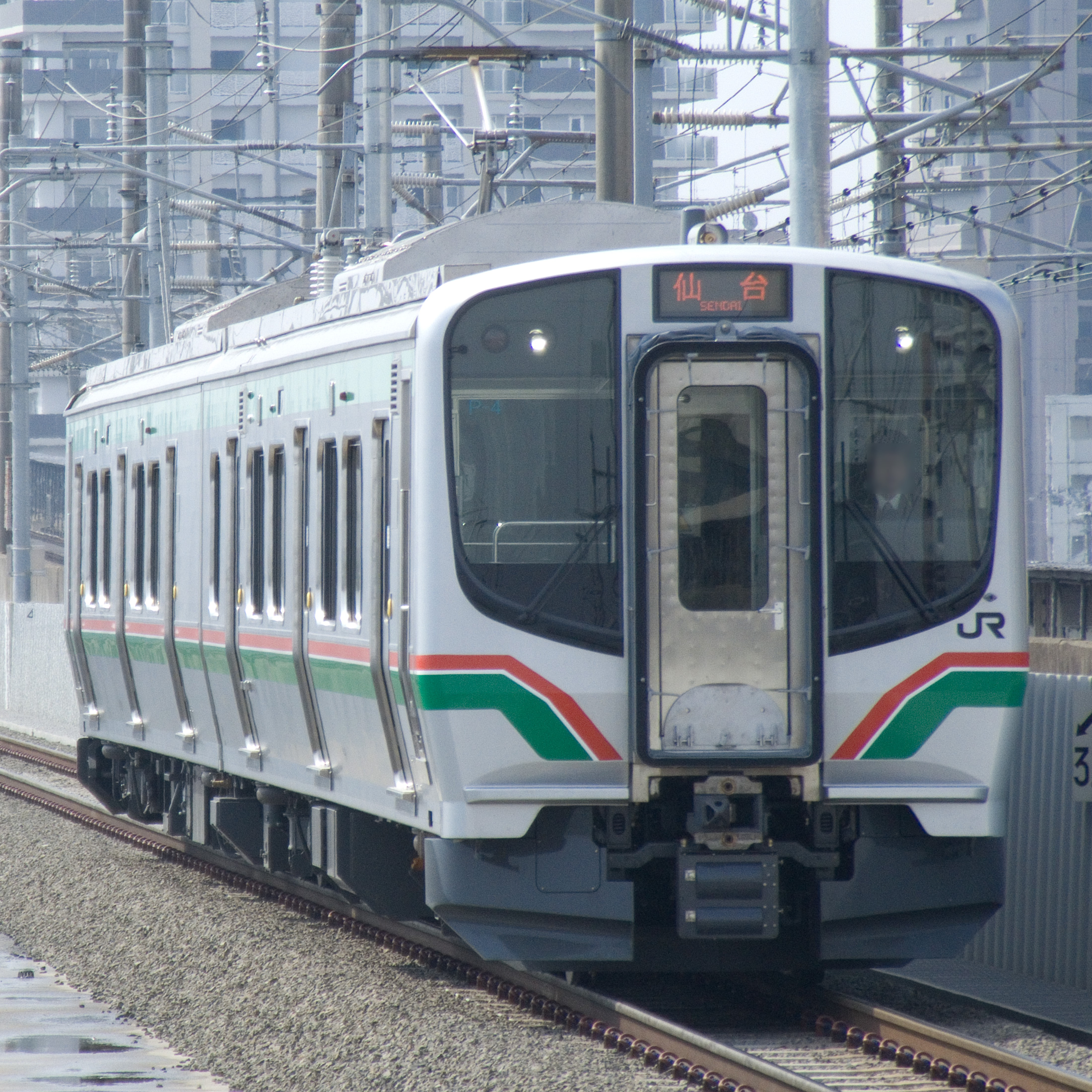
E721계
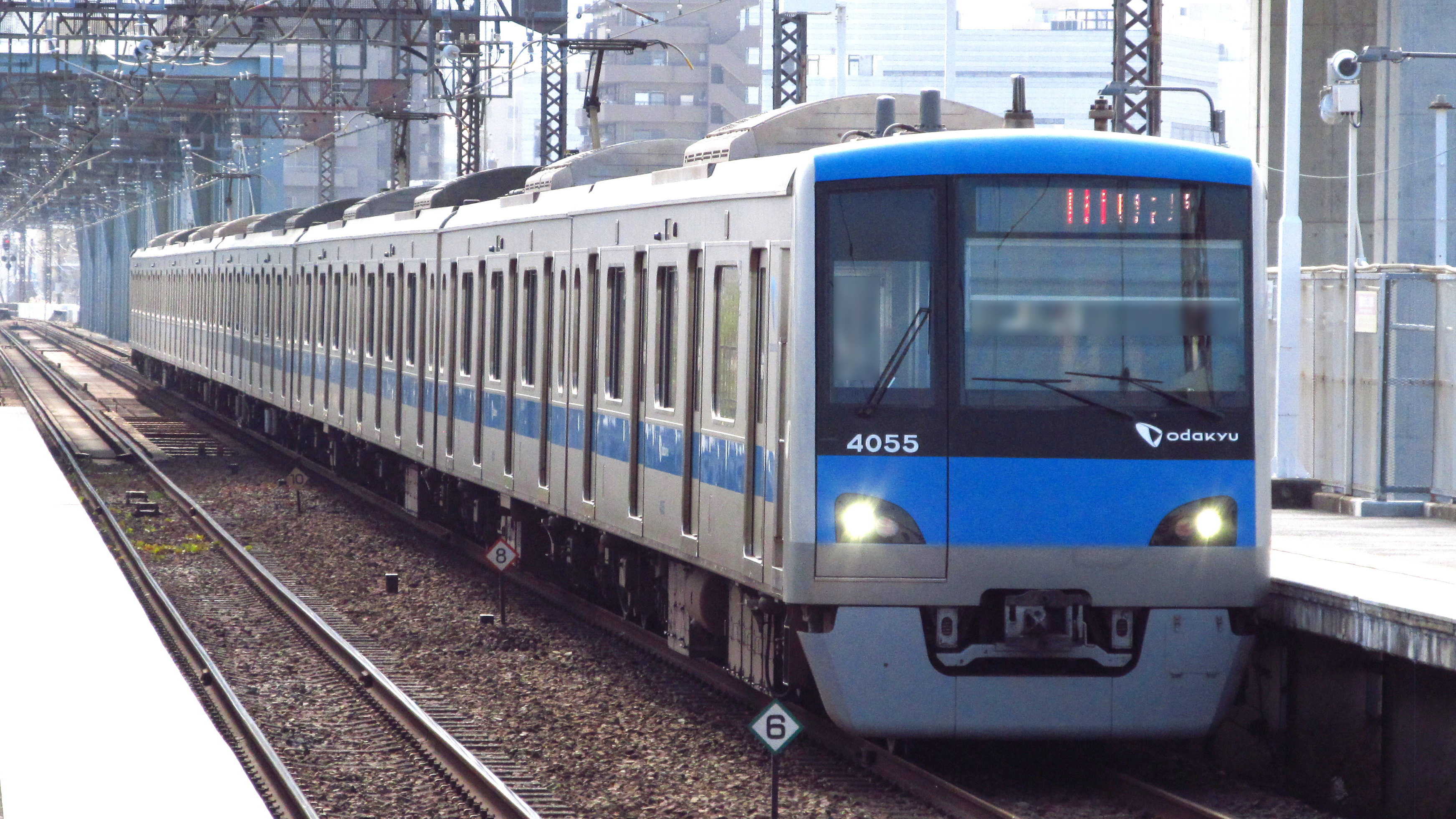
오다큐전철 4000형
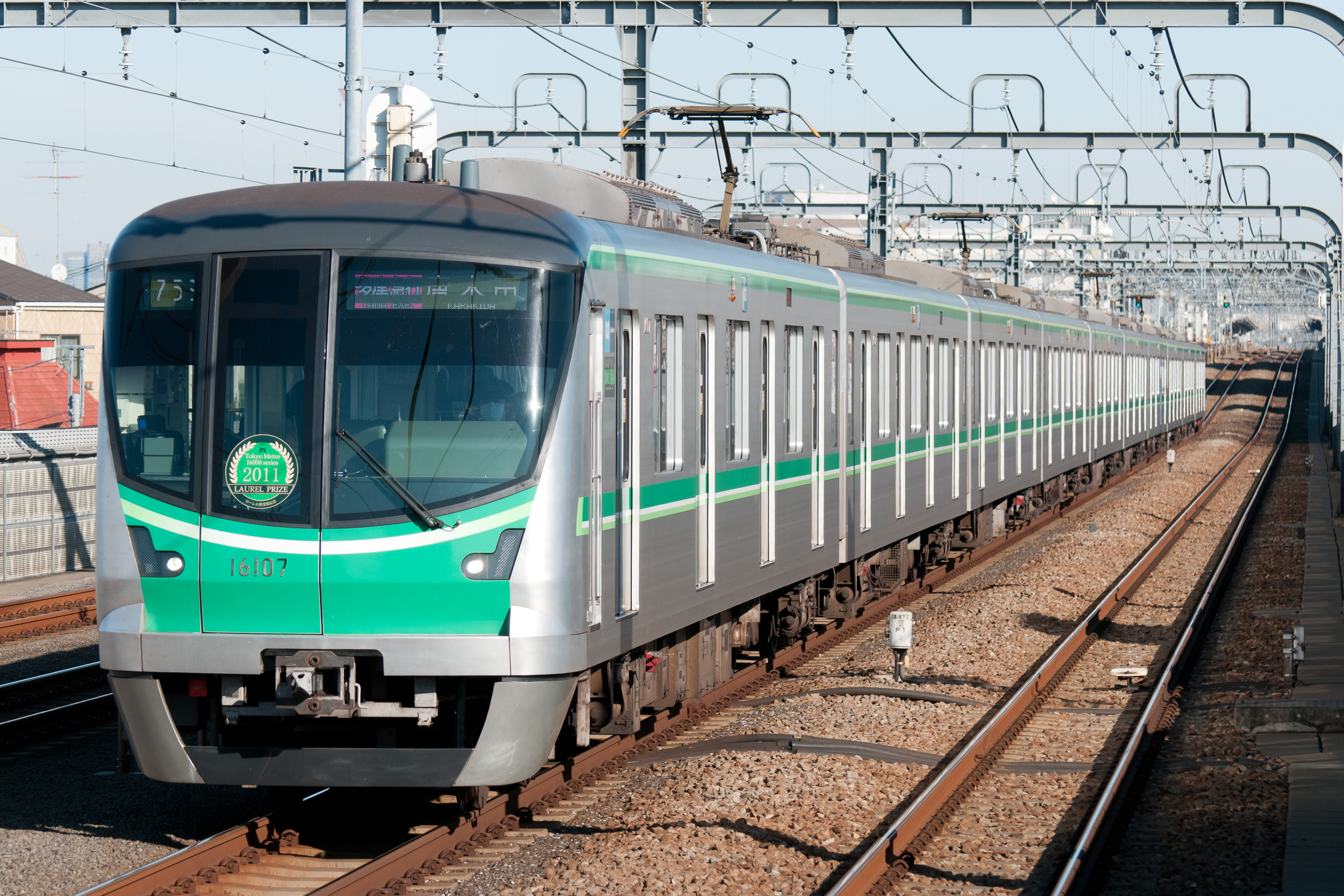
도쿄메트로 16000계

### 운행 종료된 차량
- 조반선
  - 103계 (일부는 지하철 직통 대응용이었으나 마지막에는 모두 조반 쾌속선으로 이적, E231계로 대차되었다)
  - 203계 (기타센주 ~ 도리데, 도쿄 메트로 지요다 선으로 직결 운행)
  - 209계 1000번대(기타센주 ~ 도리데, 도쿄 메트로 지요다 선으로 직결 운행)
  - 415계 (최후까지 스테인레스 1500번대가 미토선 구간에 운영되었으나, 2016년 6월 29일, 최종 은퇴하였다.)
- 특별 급행 전용 전동차
  - 651계
  - E653계

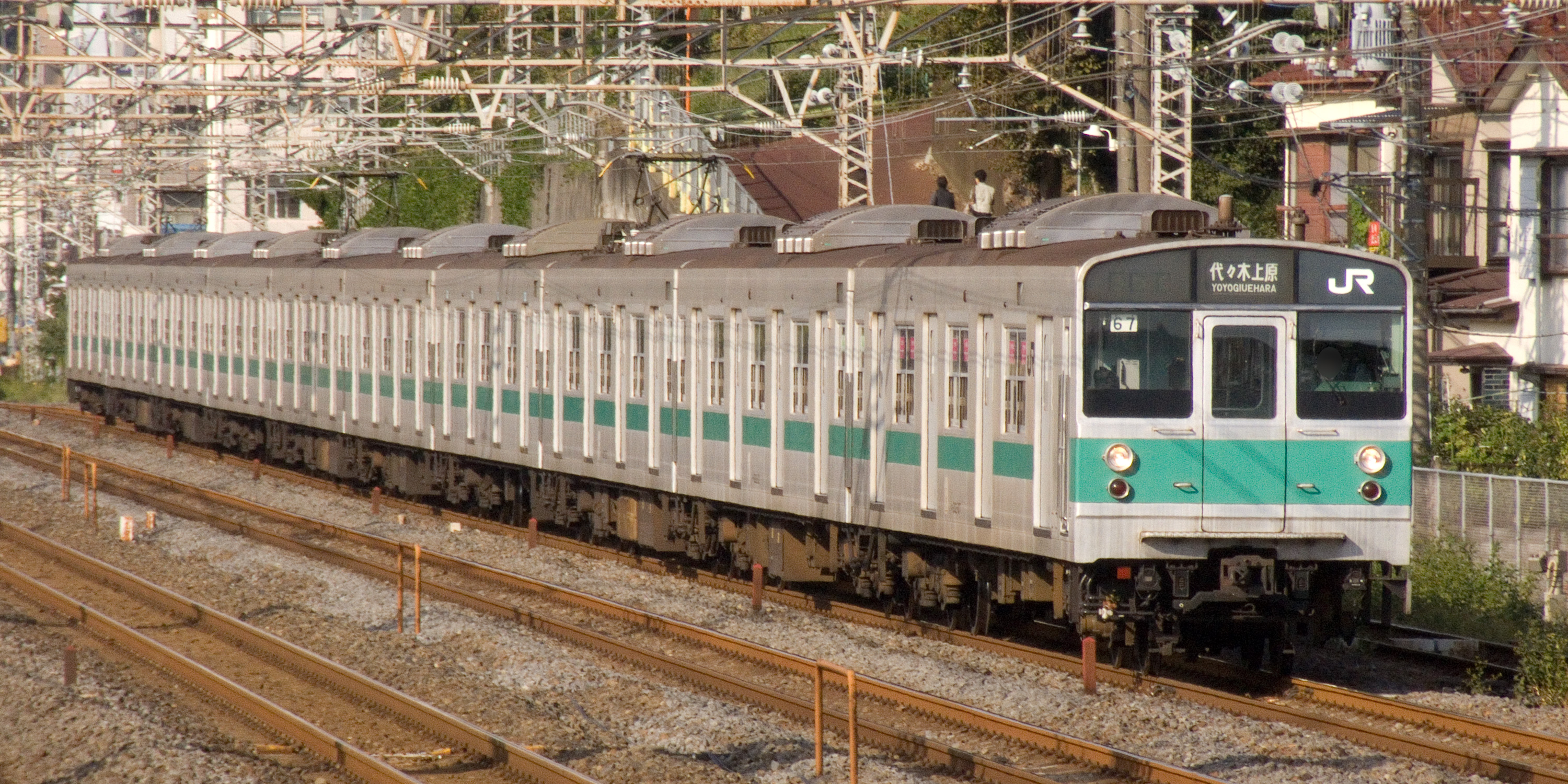
203계
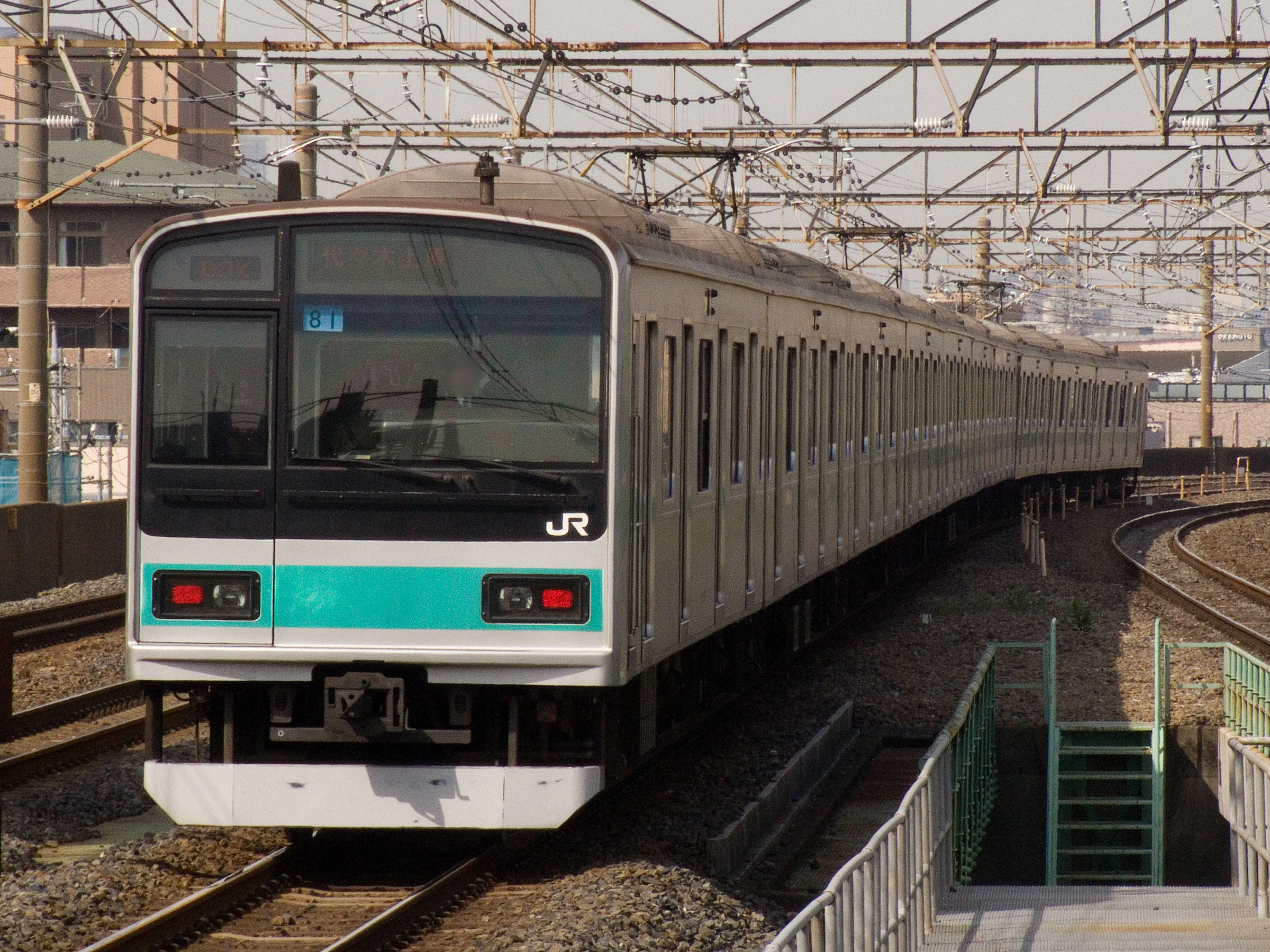
209계 1000번대
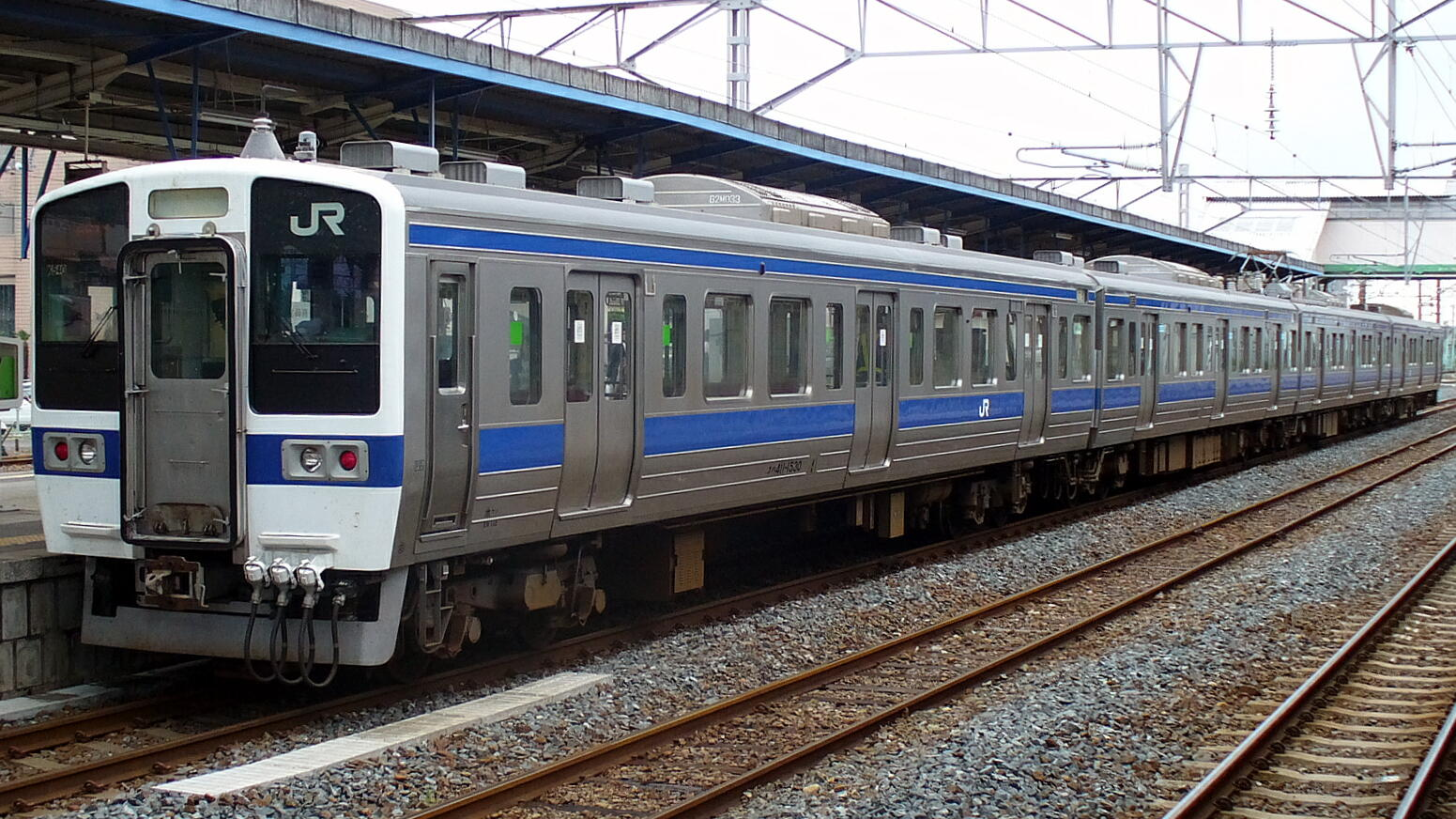
415계
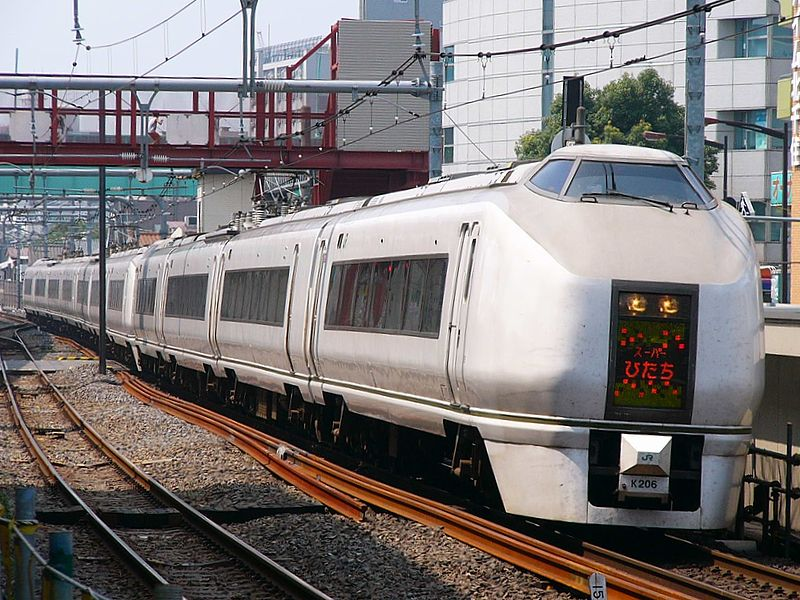
651계
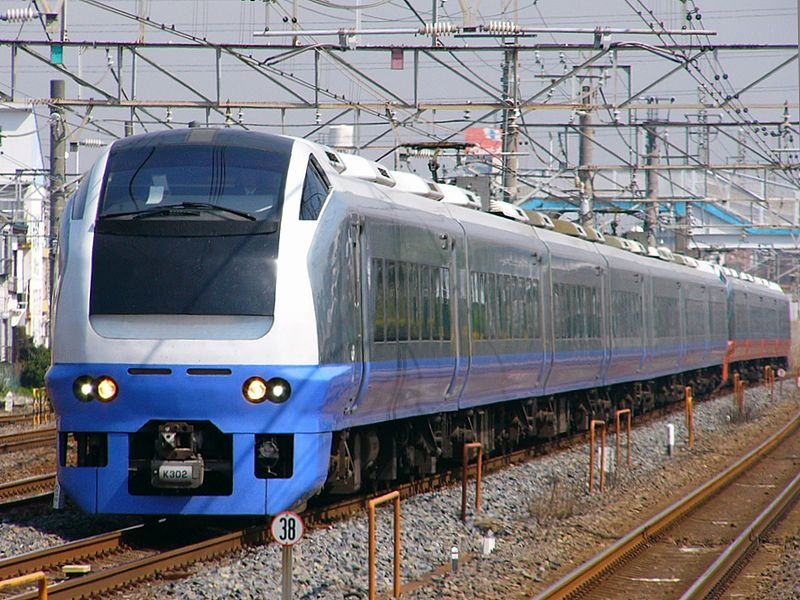
E653계

## 역 목록

### 시나가와 ~ 이와키 구간
- 이 표에서 시나가와 ~ 도리데 구간은 조반 선 쾌속 열차의 정차역만 나와있다. 그러니 조반 선 완행 열차의 정차역은 조반 완행선#역 목록 참고.

| 노 선             | 역명           | 일본어 역명 | 접속 노선 | 역간 거리       | 닛포리 기준 누적 거리 | 소재지       | 소재지     |
| ----------------- | -------------- | --- | --- | --------------- | --------------------- | ------------ | ---------- |
| 도 카 이 도 본 선 | 시나가와       | 品川 | ■ 도카이도 신칸센 ■ 야마노테 선 ■ 게이힌 도호쿠 선 ■ 도카이도 선 ■ 요코스카 선 ■ 게이힌 급행 전철 본선 | 0.0             | 12.6                  | 도 쿄 도     | 미나토구   |
| 도 카 이 도 본 선 | 신바시         | 新橋 | ■ 야마노테 선 ■ 게이힌 도호쿠 선 ■ 도카이도 선 ■ 요코스카 선 ■ 유리카모메 도쿄 임해 신교통 임해선 (U-01) ○ 도쿄 메트로 긴자선 ○ 도에이 지하철 아사쿠사선 | 4.9             | 7.7                   | 도 쿄 도     | 미나토구   |
| 도 카 이 도 본 선 | 도쿄           | 東京 | ■ 도카이도 신칸센 ■ 도호쿠 신칸센·조에쓰 신칸센·호쿠리쿠 신칸센·야마가타 신칸센·아키타 신칸센 ■ 야마노테 선 ■ 게이힌 도호쿠 선 ■ 주오 쾌속선 ■ 도카이도 선 ■ 요코스카 선·소부 쾌속선 ■ 게이요 선 ○ 도쿄 메트로 마루노우치선 ○ 도쿄 메트로 도자이선 (오테마치역) ○ 도쿄 메트로 지요다선 (니주바시마에) | 1.9             | 5.8                   | 도 쿄 도     | 지요다구   |
| 도호쿠 본선       | 우에노         | 上野 | ■ 도호쿠 신칸센·조에쓰 신칸센 ■ 야마노테 선 ■ 게이힌 도호쿠 선 ■ 도호쿠 본선·다카사키 선·우쓰노미야 선 ■ 게이세이 전철 본선 (게이세이우에노 역) ○ 도쿄 메트로 긴자선 ○ 도쿄 메트로 히비야선 | 3.6             | 2.2                   | 도 쿄 도     | 다이토구   |
| 도호쿠 본선       | 닛포리         | 日暮里 | ■ 야마노테 선 ■ 게이힌 도호쿠 선 ■ 게이세이 전철 본선 도쿄 도 교통국 신교통 닛포리·도네리 라이너 | 2.2             | 0.0                   | 도 쿄 도     | 아라카와구 |
| 조반선            | 닛포리         | 日暮里 | ■ 야마노테 선 ■ 게이힌 도호쿠 선 ■ 게이세이 전철 본선 도쿄 도 교통국 신교통 닛포리·도네리 라이너 | 2.2             | 0.0                   | 도 쿄 도     | 아라카와구 |
| 미카와시마        | 三河島         | | 1.2 | 1.2             |                       | 도 쿄 도     | 아라카와구 |
| 미나미센주        | 南千住         | ○ 도쿄 메트로 히비야선 수도권 신도시 철도 쓰쿠바 익스프레스                                                              | 2.2 | 3.4             |                       | 도 쿄 도     | 아라카와구 |
| 기타센주          | 北千住         | ■ 조반 완행선 ○ 도쿄 메트로 지요다선 ○ 도쿄 메트로 히비야선 ■ 도부 철도 이세사키 선 수도권 신도시 철도 쓰쿠바 익스프레스 | 1.8 | 5.2             | 아다치구              | 도 쿄 도     |            |
| 마쓰도            | 松戸           | ■ 조반 완행선 신케이세이 전철 신케이세이 선                                                                              | 10.5 | 15.7            | 지바현                | 마쓰도시     |            |
| 가시와            | 柏             | ■ 조반 완행선 ■ 도부 철도 노다 선                                                                                        | 11.2 | 26.9            | 지바현                | 가시와시     |            |
| 아비코            | 我孫子         | ■ 조반 완행선 ■ 나리타선                                                                                                 | 4.4 | 31.3            | 지바현                | 아비코시     |            |
| 덴노다이          | 天王台         | ■ 조반 완행선 | 2.7 | 34.0            | 지바현                | 아비코시     |            |
| 도리데            | 取手           | ■ 조반 완행선 간토 철도 조소 선                                                                                          | 3.4 | 37.4            | 이바라키현            | 도리데시     |            |
| 후지시로          | 藤代           | | 6.0 | 43.4            | 이바라키현            | 도리데시     |            |
| 사누키            | 佐貫           | 간토 철도 류가사키 선 | 2.1 | 45.5            | 이바라키현            | 류가사키시   |            |
| 우시쿠            | 牛久           | | 5.1 | 50.6            | 이바라키현            | 우시쿠시     |            |
| 히타치노우시쿠    | ひたち野うしく | 3.9 | 54.5 |                 | 이바라키현            | 우시쿠시     |            |
| 아라카와오키      | 荒川沖         | 2.7 | 57.2 | 쓰치우라시      | 이바라키현            |              |            |
| 쓰치우라          | 土浦           | 6.6 | 63.8 | 쓰치우라시      | 이바라키현            |              |            |
| 간다쓰            | 神立           | 6.1 | 69.9 | 쓰치우라시      | 이바라키현            |              |            |
| 다카하마          | 高浜           | 6.5 | 76.4 | 이시오카시      | 이바라키현            |              |            |
| 이시오카          | 石岡           | 3.6 | 80.0 | 이시오카시      | 이바라키현            |              |            |
| 하토리            | 羽鳥           | 6.5 | 86.5 | 오미타마시      | 이바라키현            |              |            |
| 이와마            | 岩間           | 5.4 | 91.9 | 가사마시        | 이바라키현            |              |            |
| 도모베            | 友部           | ■ 미토선 (직결 운행) | 6.9 | 가사마시        | 이바라키현            | 98.8         |            |
| 우치하라          | 内原           | | 4.7 | 103.5           | 이바라키현            | 미토시       |            |
| 아카쓰카          | 赤塚           | 5.8 | 109.3 |                 | 이바라키현            | 미토시       |            |
| 미토              | 水戸           | ■ 스이군선 ■ 가시마 임해 철도 오아라이카시마 선                                                                          | 6.0 | 115.3           | 이바라키현            | 미토시       |            |
| 가쓰타            | 勝田           | 히타치나카 해안 철도 미나토 선                                                                                           | 5.8 | 121.1           | 이바라키현            | 히타치나카시 |            |
| 사와              | 佐和           | | 4.2 | 125.3           | 이바라키현            | 히타치나카시 |            |
| 도카이            | 東海           | 4.7 | 130.0 | 나카군 도카이촌 | 이바라키현            |              |            |
| 오미카            | 大甕           | 7.4 | 137.4 | 히타치시        | 이바라키현            |              |            |
| 히타치타가        | 常陸多賀       | 4.6 | 142.0 | 히타치시        | 이바라키현            |              |            |
| 히타치            | 日立           | 4.9 | 146.9 | 히타치시        | 이바라키현            |              |            |
| 오기쓰            | 小木津         | 5.5 | 152.4 | 히타치시        | 이바라키현            |              |            |
| 주오              | 十王           | 4.2 | 156.6 | 히타치시        | 이바라키현            |              |            |
| 다카하기          | 高荻           | 5.9 | 162.5 | 다카하기시      | 이바라키현            |              |            |
| 미나미나카고      | 南中郷         | 4.6 | 171.6 | 기타이바라키시  | 이바라키현            |              |            |
| 이소하라          | 磯原           | 4.6 | 171.6 | 기타이바라키시  | 이바라키현            |              |            |
| 오쓰코            | 大津港         | 7.1 | 178.7 | 기타이바라키시  | 이바라키현            |              |            |
| 나코소            | 勿来           | 4.5 | 183.2 | 후쿠시마현      | 이와키시              |              |            |
| 우에다            | 植田           | 4.6 | 187.8 | 후쿠시마현      | 이와키시              |              |            |
| 이즈미            | 泉             | 7.2 | 195.0 | 후쿠시마현      | 이와키시              |              |            |
| 유모토            | 湯本           | 6.5 | 201.5 | 후쿠시마현      | 이와키시              |              |            |
| 우치고            | 内郷           | 3.5 | 205.0 | 후쿠시마현      | 이와키시              |              |            |
| 이와키            | いわき         | ■ 조반 선 센다이 방면 (직결 운행) ■ 반에쓰토선                                                                           | 4.4 | 후쿠시마현      | 이와키시              | 209.4        |            |

### 이와키 ~ 센다이 구간
| 노 선        | 역명       | 일본어 역명 | 접속 노선                                      | 역간 거리 | 닛포리 기준 누적 거리 | 소재지        | 소재지     | 소재지     |
| ------------ | ---------- | --- | ---------------------------------------------- | --------- | --------------------- | ------------- | ---------- | ---------- |
| 조반선       | 이와키     | いわき | ■ 조반 선 우에노 방면 (직결 운행) ■ 반에쓰토선 | -         | 209.4                 | 후쿠시마현    | 이와키시   | 이와키시   |
| 조반선       | 구사노     | 草野 |                                                | 5.4       | 214.8                 | 후쿠시마현    | 이와키시   | 이와키시   |
| 조반선       | 요쓰쿠라   | 四ツ倉 | 4.4                                            | 219.2     |                       | 후쿠시마현    | 이와키시   | 이와키시   |
| 조반선       | 히사노하마 | 久ノ浜 | 4.8                                            | 224.0     |                       | 후쿠시마현    | 이와키시   | 이와키시   |
| 조반선       | 스에쓰기   | 末続 | 3.6                                            | 227.6     |                       | 후쿠시마현    | 이와키시   | 이와키시   |
| 조반선       | 히로노     | 広野 | 4.8                                            | 232.4     | 후타바군              | 후쿠시마현    | 히로노정   |            |
| 조반선       | 기도       | 木戸 | 5.4                                            | 237.8     | 후타바군              | 후쿠시마현    | 나라하정   |            |
| 조반선       | 다쓰타     | 竜田 | 3.1                                            | 240.9     | 후타바군              | 후쿠시마현    | 나라하정   |            |
| 조반선       | 도미오카   | 富岡 | 6.9                                            | 247.8     | 후타바군              | 후쿠시마현    | 도미오카정 |            |
| 조반선       | 요노모리   | 夜ノ森 | 5.2                                            | 253.0     | 후타바군              | 후쿠시마현    | 도미오카정 |            |
| 조반선       | 오노       | 大野 | 4.9                                            | 257.9     | 후타바군              | 후쿠시마현    | 오쿠마정   |            |
| 조반선       | 후타바     | 双葉 | 5.8                                            | 263.7     | 후타바군              | 후쿠시마현    | 후타바정   |            |
| 조반선       | 나미에     | 浪江 | 4.9                                            | 268.6     | 후타바군              | 후쿠시마현    | 나미에정   |            |
| 조반선       | 모모우치   | 桃内 | 4.9                                            | 273.5     | 미나미소마시          | 미나미소마시  |            |            |
| 조반선       | 오다카     | 小高 | 4.0                                            | 277.5     | 미나미소마시          | 미나미소마시  |            |            |
| 조반선       | 이와키오타 | 磐城太田 | 4.9                                            | 282.4     | 미나미소마시          | 미나미소마시  |            |            |
| 조반선       | 하라노마치 | 原ノ町 | 4.5                                            | 286.9     | 미나미소마시          | 미나미소마시  |            |            |
| 조반선       | 가시마     | 鹿島 | 7.5                                            | 294.4     | 미나미소마시          | 미나미소마시  |            |            |
| 조반선       | 닛타키     | 日立木 | 6.7                                            | 301.1     | 소마시                | 소마시        |            |            |
| 조반선       | 소마       | 相馬 | 5.9                                            | 307.0     | 소마시                | 소마시        |            |            |
| 조반선       | 고마가미네 | 駒ヶ嶺 | 4.4                                            | 311.4     | 소마군 신치정         | 소마군 신치정 |            |            |
| 조반선       | 신치       | 新地 | 4.2                                            | 315.6     | 소마군 신치정         | 소마군 신치정 |            |            |
| 조반선       | 사카모토   | 坂元 | 5.5                                            | 321.1     | 미야기현              | 와타리군      | 야마모토정 |            |
| 조반선       | 야마시타   | 山下 | 4.9                                            | 326.0     | 미야기현              | 와타리군      | 야마모토정 |            |
| 조반선       | 하마요시다 | 浜吉田 | 4.2                                            | 330.2     | 미야기현              | 와타리군      | 와타리정   |            |
| 조반선       | 와타리     | 亘理 | 5.0                                            | 335.2     | 미야기현              | 와타리군      | 와타리정   |            |
| 조반선       | 오쿠마     | 逢隈 | 3.2                                            | 338.4     | 미야기현              | 와타리군      | 와타리정   |            |
| 조반선       | 이와누마   | 岩沼 | ■ 도호쿠 본선 (후쿠시마 방면)                  | 5.3       | 미야기현              | 343.7         | 이와누마시 | 이와누마시 |
| 도호쿠 본선  | 이와누마   | 岩沼 | ■ 도호쿠 본선 (후쿠시마 방면)                  | 5.3       | 미야기현              | 343.7         | 이와누마시 | 이와누마시 |
| 다테코시     | 館腰       | | 3.7                                            | 347.4     | 미야기현              | 나토리시      | 나토리시   |            |
| 나토리       | 名取       | 센다이 공항 철도 센다이 공항선                                                                                          | 3.5                                            | 350.9     | 미야기현              | 나토리시      | 나토리시   |            |
| 미나미센다이 | 南仙台     | | 2.7                                            | 353.6     | 미야기현              | 센다이시      | 다이하쿠구 |            |
| 다이시도     | 太子堂     | 2.2 | 355.8                                          |           | 미야기현              | 센다이시      | 다이하쿠구 |            |
| 나가마치     | 長町       | ■ 센다이 지하철 난보쿠선                                                                                                | 1.0                                            | 356.8     | 미야기현              | 센다이시      | 다이하쿠구 |            |
| 센다이       | 仙台       | ■ 도호쿠 · 아키타 신칸센 ■ 도호쿠 본선 (이치노세키·리후 방면, 직결 운행) ■ 센세키 선 ■ 센잔 선 ■ 센다이 지하철 난보쿠선 | 4.5                                            | 361.3     | 미야기현              | 센다이시      | 아오바구   |            |

## 같이 보기
- 조반 쾌속선
- 조반 완행선
- 수도권 신도시 철도 쓰쿠바 익스프레스